# Hassan Benabicha
Hassan Benabicha (ar. حسن بنعبيشة; ur. 15 kwietnia 1964 w Al-Chamisat) – marokański piłkarz grający na pozycji ofensywnego pomocnika. W swojej karierze rozegrał 8 meczów w reprezentacji Maroka.

## Kariera klubowa
Całą swoją karierę piłkarską Benabicha spędził w klubie Wydad Casablanca, w którym zadebiutował w 1985 roku i w którym grał do 1997 roku. Wywalczył z nim cztery mistrzostwa Maroka w sezonach 1985/1986, 1989/1990, 1990/1991 i 1992/1993 oraz dwa wicemistrzostwa w sezonie 1993/1994 i 1996/1997. Zdobył też dwa Puchary Maroka w sezonach 1988/1989 i 1996/1997. W 1989 roku wygrał Arabski Puchar Mistrzów, a w 1992 Afrykański Puchar Mistrzów i w 1995 Puchar Zdobywców Pucharów

## Kariera reprezentacyjna
W reprezentacji Maroka Benabicha zadebiutował 5 lutego 1988 w przegranym 1:2 towarzyskim meczu z Francją, rozegranym w Monako. W 1988 roku powołano go do kadry na Puchar Narodów Afryki 1988. Na tym turnieju zagrał w dwóch meczach: grupowym z Wybrzeżem Kości Słoniowej (0:0) i o 3. miejsce z Algierią (1:1, k 3:4). Z Marokiem zajął 4. miejsce w tym turnieju. Od 1988 do 1991 wystąpił w kadrze narodowej 8 razy.

## Kariera trenerska
Po zakończeniu kariery piłkarskiej Benabicha został trenerem. W 2008 roku prowadził Kawkab Marrakesz a w 2010 roku JS Massira. Pracował też jako selekcjoner reprezentacji Maroka U-18 (2010-2011), U-20 (2011-2013) i reprezentacji Maroka (2014-2015). W 2016 ponownie pracował w Kawkabie, a w 2019 w Rapide Oued Zem. W latach 2020–2021 był trenerem KAC Kénitra, a w 2022 tymczasowym trenerem w Wydadzie Casablanca.